# Stejneger-csuk
A Stejneger-csuk (Saxicola stejnegeri) a madarak osztályának a verébalakúak (Passeriformes) rendjéhez és a  légykapófélék (Muscicapidae) családjához tartozó faj.

## Rendszerezése
A fajt Carl Parrot német ornitológus írta le 1908-ben, a Pratincola nembe Pratincola rubicola stejnegeri néven. Nevét Leonhard Hess Stejneger norvég zoológusról kapta.

## Előfordulása
Ázsia területén honos. Költési területébe beletartozik Szibéria középső és keleti része, Japán, Észak-Korea, Dél-Korea, Északkelet-Kína és Mongólia keleti része, telelőterülete Kína déli részén és az Indokínai-félszigeten található.

## Megjelenése
Testhossza 11.5–13 centiméter.
|  |  |

## Természetvédelmi helyzete
A Természetvédelmi Világszövetség Vörös listáján nem szerepel.